# Trojan Lovers Box Set
A Trojan Lovers Box Set egy három lemezes reggae válogatás.  1999-ben adta ki a Trojan Records kiadó.

## Számok

### CD 1
1. Delroy Wilson - Living In The Footsteps
2. Marcia Griffiths - Put A Little Love In Your Heart
3. Jackie Edwards - In Paradise
4. Ken Boothe - Why Baby Why
5. Dennis Brown - Lips Of Wine
6. Delano Stewart - Stay A Little Bit Longer
7. The Melodians - Ring Of Gold
8. John Holt - Memories By The Score
9. The Heptones - Our Day Will Come
10. Dave Barker - Lonely Man
11. Derrick Harriott - Have You Seen Her
12. Pat Kelly & The Uniques - Daddy's Home
13. The Ethiopians - Sad News
14. Alton Ellis - I'll Be Waiting
15. B.B. Seaton - Thin Line Between Love And Hate
16. Gregory Isaacs - All I Have Is Love
17. The Fab Five - Love Me For A Reason

### CD 2
1. Slim Smith - Turning Point (Where Do I Turn)
2. David Isaacs - Til I Can't Take It Anymore
3. The Gaylads - My Jamaican Girl
4. Joe Smith - I'm So Proud
5. Sharon Forrester - Silly Wasn't I
6. Larry Marshall - Please Stay
7. Al Brown - Here I Am Baby
8. Horace Andy - Riding For A Fall
9. Toots & The Maytals - It Must Be True Love
10. The Beltones - No More Heartache
11. The Silvertones - Thats When It Hurts
12. Keith & Tex - Tonight
13. Bob Andy - One Woman
14. Cornell Campbell - Never Found A Girl
15. The Paragons - Left With A Broken Heart
16. Susan Cadogan - Fever

### CD 3
1. Jackie Edwards - Your Eyes Are Dreaming
2. Dennis Brown - Silhouette
3. Marcia Griffiths - The First Time Ever I Saw Your Face
4. Ken Boothe - Now I Know
5. The Melodians - You Don't Need Me
6. Delroy Wilson - It Hurts
7. The Inner Circle - You Make Me Feel Brand New
8. Glen Adams - Rich In Love
9. Errol Dunkley - Darling Ooh
10. The Heptones - Let Me Hold Your Hand
11. Pat Kelly - Soulful Love
12. John Holt - You Will Never Find Another Love Like Mine
13. Derrick Harriott - Since I Lost My Baby
14. Phyllis Dillon - Things Of The Past
15. Bob Andy - Honey Child
16. The Uniques - You'll Lose A Precious Love
17. Busty Brown - Just As Long As You Need Me

## Külső hivatkozások
- https://web.archive.org/web/20080416004707/http://www.roots-archives.com/release/3742
- http://www.savagejaw.co.uk/trojan/trbcd005.htm